# Indywidualne mistrzostwa Rosji na żużlu
Indywidualne mistrzostwa Rosji na żużlu – rozgrywany od 1960 roku cykl turniejów, mających na celu wyłonienie najlepszych żużlowców w Rosji.